# Federación de baloncesto de Lituania
La LKF (por sus siglas en lituano Lietuvos Krepšinio Federacija) es el organismo que rige las competiciones de clubes y la Selección nacional de Lituania. Pertenece a la asociación continental FIBA Europa.

## Registros
- 138 Clubes Registrados
- 5020 Jugadoras Autorizadas
- 13418 Jugadores Autorizados